# Meninas Não Choram
Meninas Não Choram é um filme de drama brasileiro, produzido pela Telefilms, com distribuição da Netflix com direção de Vivianne Jundi e roteiro de Gabriel Amaral e Bryan Ruffo, adaptação do livro holândes que tem um filme com o mesmo nome, Achtste-groepers huilen niet (Jogo da Vida). O filme estreiou em 30 de maio de 2024 na plataforma de streaming Netflix. Conta com colaboração de Letícia Braga, Alana Cabral, Cauã Martins, Duda Matte e Amanda Richter.

## Sinopse
O filme começa com uma partida de futebol de meninos contra meninas, Filipa, apelidada como Pipa, é a craque do time feminino, e o mesmo venceu do time masculino. Após isso, um professor dá um recado na sala de aula de Pipa, dizendo que no final do semestre, haveria a nona edição de um campeonato de futebol interescolar sediado em um acampamento em Belo Horizonte, porém, seria diferente dos anteriores e os times de futebol seriam misturados entre meninas e meninos. Pipa e sua irmã Isabel voltam da escola para casa e almoçam com seus pais. Quando a noite chega, Pipa vai a casa de Alana e brinca com ela, Pipa sangra ao brincar com Alana. Depois de dois dias, Pipa descobre que sua mãe estava chamando um oncologista, médico que consulta pacientes com câncer. Ela descobre que tem leucemia, um câncer sanguíneo e precisa ser internada. A família de Pipa faz uma campanha de doadores de medula óssea para ajudá-la, a campanha salva a vida de uma pessoa, mas não de Pipa.

## Elenco
| Intérprete            | Personagem           |
| --------------------- | -------------------- |
| Letícia Braga         | Filipa "Pipa" Dias   |
| Alana Cabral          | Alana                |
| Cauã Martins          | Heitor               |
| Duda Matte            | Beca                 |
| Pedro Miranda         | Tuco                 |
| Marjorie Queiroz      | Isabel Dias          |
| Emílio Orciollo Netto | Sérgio Dias          |
| Giuseppe Oristanio    | Dr. "Bigode" Freitas |
| Fernanda Rodrigues    | Renata Dias          |
| Elisa Lucinda         | Diretora             |
| Amanda Richter        | Profª. Flora         |
| Juliana Lucci         | Monitora             |
| Jean Michel           | Rafa                 |
| Alê Oliveira          | Valéria              |
| Isabel Guerón         | Gabriela             |
| Rafa Sieg             | Roberto              |
| Ricardo Martins       | Prof. Celso          |
| Joana Seibel          | Mãe da Beca          |
| Letícia Santiago      | Jogadora             |